# Лук'янець Ольга Іванівна
Лук'янець Ольга Іванівна (*15 червня 1961 року) — український географ-гідролог, кандидат географічних наук, доцент Київського національного університету імені Тараса Шевченка.

## Біографія
Народилась 15 червня 1961 року в Магнітогорську Челябінської області (РРФСР). Закінчила в 1983 році географічний факультет Київського університету, кафедра гідрології суші. З 1984 року працювала в лабораторії гідрологічних прогнозів (тепер лабораторія досліджень стоку та небезпечних явищ і гідрологічних прогнозів) Українського науково-дослідного гідрометеорологічного інституту: інженером, провідним інженером, науковим співробітником. З 2002 року працює в Київському університеті асистентом, з 2009 року доцентом кафедри гідрології та гідроекології географічного факультету. Кандидатська дисертація «Система прогнозування паводків у Закарпатті на основі дослідження та математичного моделювання процесів стоку» захищена у 2003 році.
Викладає спеціальні курси: 
- «Гідрологія України»,
- «Воднобалансові дослідження і розрахунки»,
- «Гідрологічні прогнози».

Працювала над дослідженнями, спрямованими на створення систем прогнозування паводків і повеней у Карпатському регіоні та в басейні Прип'яті, застосовуючи математичне моделювання процесів формування стоку. Відповідальний секретар міжвідомчого наукового збірника «Гідрологія, гідрохімія і гідроекологія» з 2010 року.

## Наукові праці
Автор понад 60 наукових праць, у тому числі близько 20 у зарубіжних виданнях. Основні праці:
1. Загальна гідрологія: Підручник. — К., 2008.
2. Лук'янець О. І. Методичні рекомендації до виконання практичних робіт з курсу «Гідрологічні прогнози» — Навчальне видання. ВПЦ «Київський університет», 2004. — 25 с.
3. Лук'янець О. І. Математичне моделювання в гідрометеорології як фактор наукового пізнання. — К.: Ника-Центр, 2005. — 40с.
4. Національний атлас України / За ред. Патона Б. Є., Шпака А. П., Руденка Л. Г. та ін. (всього авторів 327 осіб). — К.:Державне науково-виробниче підприємство «Картографія», 2007. — 440 с.
5. Екологічна енциклопедія. — К.: ТОВ «Центр екологічної освіти та інформації», 2007—2008 (ряд статей).
6. Загальна гідрологія / За ред. Хільчевського В. К., Ободовського О. Г., Гребеня В. В. та ін. — Підручник / Видавничо-поліграфічний центр «Київський університет», 2008. — 399 (у співавторстві).